# Ndre Mjeda
Ndre Mjeda (Shkodër, 20 de noviembre de 1866 - ibidem, 1 de agosto de 1937) fue un sacerdote albanés, filólogo, poeta, político y activista del renacimiento nacional albanés. Estuvo influenciado por el escritor jesuita Anton Xanoni (1863-1915) y el poeta franciscano Leonardo De Martino (1830-1923).

## Educación y estudios
En 1880, Mjeda estudió literatura en la Cartuja de Porta Coeli, en Valencia, España. En 1883, estudió retórica, latín e italiano en Croacia, en una institución jesuita en Kraljevica. Desde 1884 hasta principios de 1887, estudió en la Universidad Gregoriana de Roma, y acabó ese mismo año en otra universidad gregoriana de Chieri, Italia.
Durante estos estudios, Mjeda comenzó a escribir poesía albanesa. Algunos de sus poemas más famosos de esta época son Vaji i Bylbylit (El lamento del ruiseñor, 1887) y Vorri i Skanderbegut (La tumba de Skanderbeg).
Mjeda también enseñó música en Cremona, Italia, en el Colegio Marco Girolamo Vida, de 1887 a 1891, y tradujo varias obras religiosas. Publicó Jeta e sceitit sc' Gnon Berchmans (La vida de San Juan Berchmans, 1888), y T 'perghjamit e Zojs Bekume (Imitación de la Virgen Santa, 1892),traducido del español. Katekizmi i Madh (El Gran Catecismo), otra traducción e Historia e Shejtë (Historia Sagrada).
Mjeda estudió más tarde  teología en la universidad de los jesuitas en Cracovia, Polonia y enseñó filosofía y filología. También se desempeñó como bibliotecario en la escuela gregoriana en Kraljevica. donde también fue nombrado profesor de lógica y metafísica. Fue expulsado en 1898 después de un conflicto entre Austria-Hungría y Vaticano.
En 1901, Mjeda fundó la Sociedad Agimi (Amanecer) en Shkodër. Mjeda ideó el alfabeto Agimi, basado en caracteres latinos, siguiendo el principio de una letra para un sonido y utilizó signos diacríticos para otros sonidos peculiares del idioma albanés. En 1902, en Hamburgo, el alfabeto de Mjeda fue aprobado por el Congreso Internacional de los Orientalistas y en mayo por la mayoría del clero católico en Shkodër. Los libros subsidiados por Austria-Hungría se publicaban en el alfabeto Agimi, que rivalizaba con el alfabeto Bashkimi para escribir albanés. En 1908, Mjeda actuó como delegado, en representación de la Sociedad Agimi, en el Congreso de Manastir, que tenía como objetivo la normalización y unificación del alfabeto albanés. Mjeda apoyó el alfabeto de caracteres latinos de Estambul ya que contenía el principio de una letra, un sonido y sus caracteres latinos también eran similares al alfabeto rival de Bashkimi. Hacia el final del período otomano, Mjeda apoyó la intervención austro-húngara en los asuntos albaneses dentro del Imperio Otomano.
Mjeda fue miembro de la Comisión Literaria de Albania, en Shkodër, bajo la administración austro-húngara, así como diputado en el Parlamento de Albania. Abandonó la política después de la derrota de Fan Noli y del ascenso de Zog I. Luego sirvió como párroco en Kukël, y enseñó el idioma albanés y literatura albanesa en el colegio jesuita de Shkodër hasta su muerte.